# Vestitecola
Vestitecola is een geslacht van hooiwagens uit de familie Biantidae.
De wetenschappelijke naam Vestitecola is voor het eerst geldig gepubliceerd door Silhavý in 1973. 

## Soorten
Vestitecola is monotypisch en omvat slechts de volgende soort:
- Vestitecola haitensis